# 御焚上
御焚上・お焚き上げ（おたきあげ）は、神社や寺などで古い神札やお守りなどを焼くこと。あるいは、火に御札をかざすなどして吉凶を占うこと。焼納祭（しょうのうさい）とも言う。また「にわび」。火祭りの一種。

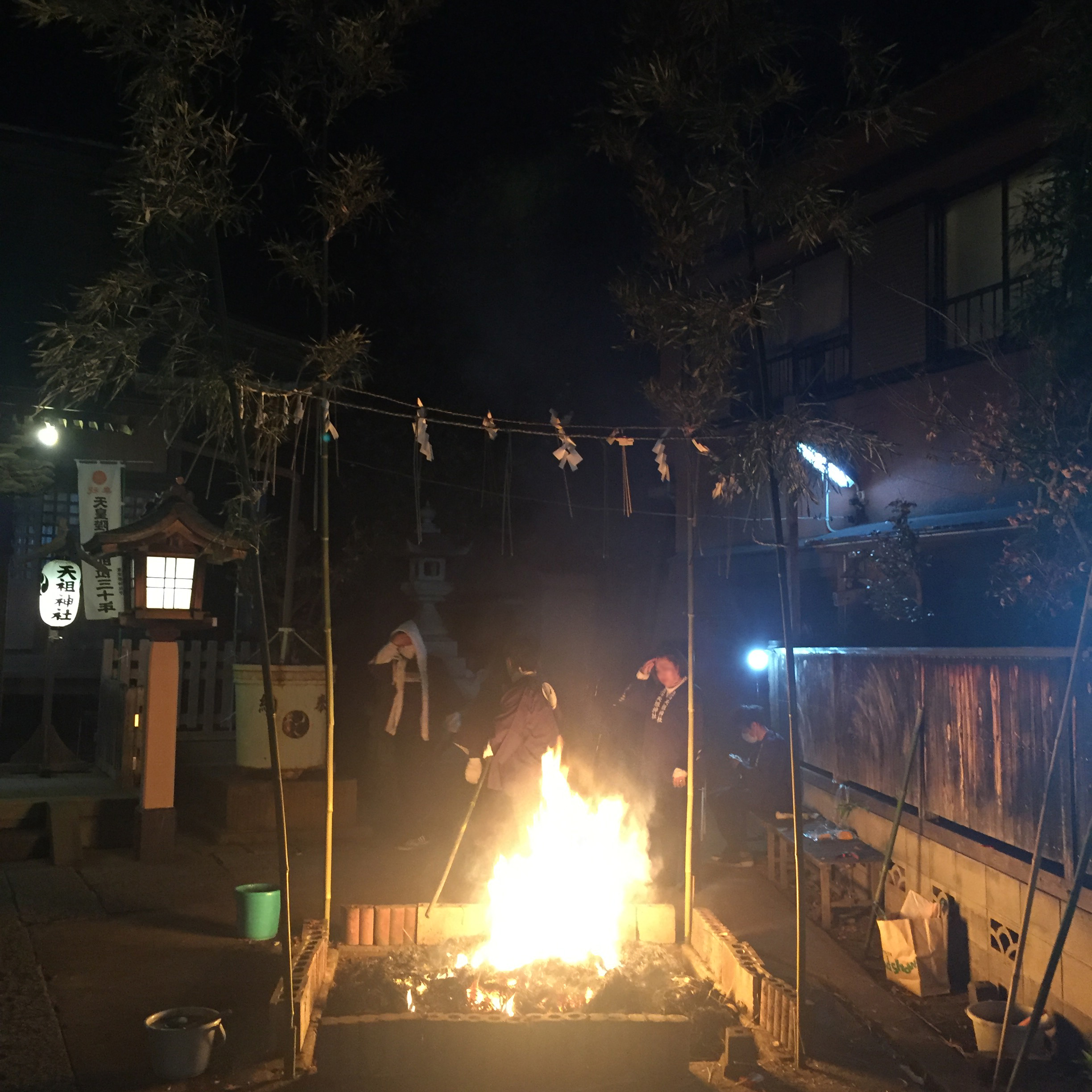
除夜から元旦の未明にかけての御焚上。高円寺天祖神社

## 概要
御焚上の神事の一例は次の通り。
1. まず、境内や空き地などに祭場を定め、その四方を忌竹で囲み、注連縄を張る。奥に火処を設置し、神札やお守りなどを積み上げ、その手前に案を設置する。
2. 手水をおこない、修祓、献饌、祝詞奏上、玉串拝礼、昇神、撤饌後に、神職が浄火にて神札などを奉焼する。

御焚上祭、奉焼式、左義長焼き、古札焚上式、どんど焼きなどと呼ぶ場合もある。また、古い縁起物や人形などを御焚上する場合もある。

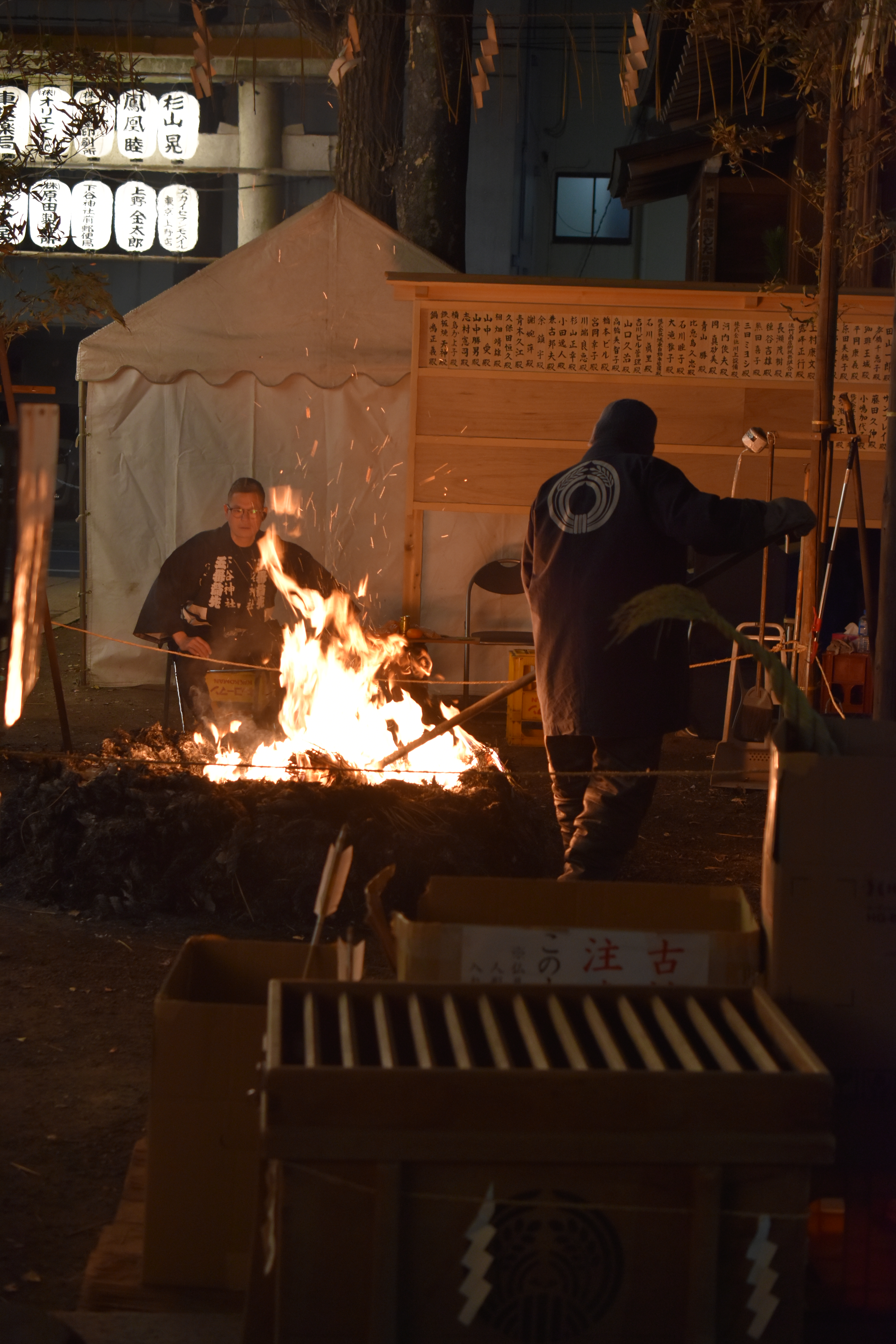
2025年、下谷神社での御焚上

## 大気汚染
廃棄物処理法上、野外焼却に当たるため、基本的には禁止行為に該当するが、自治体条例で例外とされる場合がほとんどである。しかし近隣住民からの苦情により、お焚き上げを中止する寺社もある。